# Mangatsiotra
Mangatsiotra is een plaats en gemeente in Madagaskar gelegen in het district Manakara van de regio Vatovavy-Fitovinany. Er woonden bij de volkstelling in 2001 ongeveer 4000 mensen.
In de plaats is basisonderwijs beschikbaar. 65% van de bevolking is landbouwer en 2,5% houdt zich bezig met veeteelt. Het belangrijkste gewas is lychees, maar er wordt ook koffie, kruidnagel en mango verbouwd. 10% en 2,5% van de bevolking is werkzaam in respectievelijk de industriesector en de dienstensector. De overige 20% voorziet in levensbehoeften via de visserij.